# Panicera
Panicera es una entidad de población española del municipio de Grado, perteneciente a la comunidad autónoma del Principado de Asturias.

## Historia
A mediados del siglo XIX, el lugar, ya por entonces perteneciente a la parroquia de Coalla y al ayuntamiento de Grado, tenía contabilizada una población de 62 habitantes. Aparece descrito en el decimosegundo volumen del Diccionario geográfico-estadístico-histórico de España y sus posesiones de Ultramar de Pascual Madoz de la siguiente manera:

PANICERA: l. en la prov. de Oviedo, ayunt. de Grado y felig. de San Pedro de Coalla. sit. en la ladera SE. de la montaña llamada la Llamera, sobre el r. Menende á su izq., despues de Baselgas y las Murias, siguiendo rio abajo. terreno calizo y medianamente fértil. prod.: maiz, escanda, patatas, habas y otros frutos. pobl.: 14 vec., 62 habitantes.
(Madoz, 1849, p. 671)

En 2023, la entidad singular de población de Panicera tenía empadronados 21 habitantes.